# كوإيتشيرو ناكتومو
كوإيتشيرو ناگَتومو (باليابانية: 長友 耕一郎) (7 ديسمبر 1982 في ميازاكي في اليابان – )؛ هو لاعب كرة قدم ياباني سابق كان يلعب كلاعب وسط.

## وصلات خارجية
- كوإيتشيرو ناكتومو على موقع رابطة كرة القدم اليابانية للمحترفين (اليابانية)